# Юссуф, Ади
Абдиллахье Абдалла Юссуф (англ. Abdillahie Abdalla Yussuf; род. 3 октября 1992 или 10 сентября 1992, Занзибар) — танзанийский футболист, нападающий английского клуба «Кеттеринг Таун» и национальной сборной Танзании.

## Клубная карьера

### Лестер Сити
Юссуф родился на Занзибаре, Танзания, и начал свою карьеру в «Лестер Сити», выступая за молодёжную и резервную команды. Ему не удалось попасть в основной состав, и 21 мая 2011 года, в преддверии истечения срока его контракта, Юссуф покинул команду.
1 января 2011 года Юссуф был отдан в аренду в «Тамуэрт» из Национальной конференции сроком на один месяц. В тот же день он дебютировал, заменив Скотта Бэрроу на 45-й минуте в матче конференции против «Кеттеринг Таун», который они выиграли благодаря автоголу Пола Фурлолнга.

### «Бертон Альбион»
После успешного просмотра в «Бертон Альбион» в межсезонье, 2 августа 2011 года клуб подписал с Юссуфом однолетний контракт. Его первый гол за «Бертон» состоялся 29 октября 2011 года в выездной победе над «Барнетом» (6:3). Из-за трудностей с попаданием в основную команду, свой второй гол Юссуф забил 11 августа 2012 года, открыв счёт в матче Кубка лиги против «Шеффилд Юнайтед» (2:2), который «Альбион» выиграл в серии послематчевых пенальти.

### «Линкольн Сити»
23 мая 2013 года Юсуф подписал годовой контракт с командой «Линкольн Сити» из Национальной конференции. Сыграв всего два матча за «чертей», Юссуф добился большего успеха в арендах, выступая за «Гейнсборо Тринити», «Харрогит Таун» и «Хистон» на протяжении всего сезона, забив в общей сложности три гола в 10 играх за сезон.

### «Оксфорд Сити»
1 августа 2014 года Юссуф присоединился к «Оксфорд Сити», подписав однолетний контракт с клубом из Северной конференции. 9 августа 2014 года Юсуф дебютировал в победной выездной игре над «Хайд Юнайтед» (1:0), отыграв все 90 минут встречи. Он оформил дубль в победном матче против «Солихалл Мурса» (3:2), забив свои первые голы за клуб на 5-й и 27-й минутах. 15 ноября 2014 года Юссуф забил свой 10-й гол в чемпионате в домашней победной игре над «Брэкли Таун» (2:1). 7 февраля 2015 года Юссуф оформил свой первый хет-трик за «Оксфорд Сити», победив «Брэкли Таун» со счетом 5:0.

### «Мэнсфилд Таун»
5 июня 2015 года Юссуф бесплатно стал игроком «Мансфилд Таун». 8 августа 2015 года Юссуф дебютировал в ничейном матче против «Карлайл Юнайтед», заменив Натана Томаса на 74-й минуте. 3 октября 2015 года Юссуф забил свой первый гол за «Мэнсфилд» в выездной победной игре над «Дагенем энд Редбридж» (4:3), забив победный гол на 85-й минуте. 11 марта 2016 года Юссуф получил дисквалификацию на пять игр и штраф в размере 700 фунтов стерлингов от FA за то, что помочился на задней стороне трибуны во время разминки в матча Второй лиги против «Плимут Аргайл».
2 августа 2016 года Юссуф был отдан в аренду на шесть месяцев в «Кроли Таун». Четыре дня спустя он дебютировал в победной игре над «Уиком Уондерерс», заменив Энцио Болдевейна на 95-й минуте. 24 сентября 2016 года Юссуф забил свой первый гол за «Кроули» в выездноv победном матче над «Моркамом» (3:2), открыв счет на 72-й минуте. 26 декабря 2016 года тренер «красных» Дермот Драмми подтвердил, что арендное соглашение с Юссуфом была расторгнута.

### «Гримсби Таун»
1 января 2017 года Юссуф бесплатно присоединился к «Гримсби Таун» из Второй лиги, подписав 18-месячный контракт. Двумя днями позже он забил гол в своём дебютном матче, закрепив победу «Гримсби» со счетом 3:1 и положив конец рекорду победных матчей «Карлайл Юнайтед». Во втором матче на выезде против «Хартлпул Юнайтед» Юссуф вновь отметился забитым голом, открыв счет во встрече.

### «Барроу»
29 июля 2017 года Юсуф подписал годовой контракт с «Барроу» из Национальной лиги.

### «Солихалл Мурс»
25 января 2018 года Юссуф по контракту сроком на полтора года присоединился к «Солихалл Мурс». Он забил дубль за две минуты в своём дебютном матче против «Дагенем энд Редбридж», прежде чем был заменён на 69-й минуте. Он забил четыре гола в матчах Кубка Англии.

### «Блэкпул»
В мае 2019 года, после истечения срока его контракта с «Солихалл Мурс», он подписал с «Блэкпулом» двухлетний контракт с функцией продления на третий год.
Он покинул клуб в конце сезона 2020/2021, после того как клуб выиграл продвижение в Чемпионшип.
17 сентября 2019 года Юссуф вернулся в «Солихалл» на правах аренды до января 2020 года.
28 августа 2020 года Юссуф был отдан в аренду на сезон в валийский клуб «Рексем». Он дебютировал 3 октября в матче открытия против «Борем Вуда» (2:1). 1 февраля 2021 года арендное соглашение было расторгнуто, и Юссуф вернулся в «Блэкпул».
2 февраля 2021 года Юссуф был отдан в аренду в «Честерфилд» на оставшуюся часть сезона 2020/2021.

### «Йовил Таун»
17 августа 2021 года Юсуф перешёл в команду «Йовил Таун» из Национальной лиги. В конце сезона 2021/2022 он покинул клуб после истечения срока его контракта.

### «Сент-Джозефс»
4 июля 2022 года стало известно, что Юссуф поехал на Гибралтар, чтобы присоединиться к «Сент-Джозефсу», где нападающий стал частью их команды в Лиге конференции, где играли против североирландского «Ларна».

### «Гейтсхед»
2 сентября 2022 года Юссуф вернулся в Англию, чтобы присоединиться к «Гейтсхеду».

### «Брэкли Таун»
9 декабря 2022 года Юссуф присоединился к клубу «Брэкли Таун» из Северной Национальной лиги.

## Карьера за сборную
Дебютировал Юссуф за национальную сборную Танзании 16 июня 2019 года в товарищеском матче против сборной Зимбабве (1:1). Был включён в состав на Кубок африканских наций 2019 в Египте, где сыграл только в матче против сборной Алжира (0:3).

## Статистика
| Клуб                       | Сезон      | Лига                       | Лига  | Лига | Кубок | Кубок | Кубок лиги | Кубок лиги | Другое | Другое | Итог  | Итог |
| Клуб                       | Сезон      | Дивизион                   | Матчи | Голы | Матчи | Голы  | Матчи      | Голы       | Матчи  | Голы   | Матчи | Голы |
| -------------------------- | ---------- | -------------------------- | ----- | ---- | ----- | ----- | ---------- | ---------- | ------ | ------ | ----- | ---- |
| Лестер Сити                | 2010/11    | Чемпионшип                 | 0     | 0    | 0     | 0     | 0          | 0          | —      | —      | 0     | 0    |
| Тамуэрт (аренда)           | 2010/11    | Национальная конференция   | 10    | 2    | 0     | 0     | —          | —          | —      | —      | 10    | 2    |
| Бертон Альбион             | 2011/12    | Лига 2                     | 17    | 1    | 0     | 0     | 1          | 0          | 1      | 0      | 19    | 1    |
| Бертон Альбион             | 2012/13    | Лига 2                     | 8     | 0    | 0     | 0     | 3          | 1          | 1      | 0      | 12    | 1    |
| Бертон Альбион             | Итог       | Итог                       | 25    | 1    | 0     | 0     | 4          | 1          | 2      | 0      | 31    | 2    |
| Линкольн Сити              | 2013/14    | Национальная конференция   | 2     | 0    | 0     | 0     | —          | —          | —      | —      | 2     | 0    |
| Гейнсборо Тринити (аренда) | 2013/14    | Северная конференция       | 2     | 1    | 0     | 0     | —          | —          | —      | —      | 2     | 1    |
| Харрогит Таун (аренда)     | 2013/14    | Северная конференция       | 2     | 0    | 0     | 0     | —          | —          | —      | —      | 2     | 0    |
| Хистон (аренда)            | 2013/14    | Северная конференция       | 8     | 1    | 0     | 0     | —          | —          | —      | —      | 8     | 1    |
| Оксфорд Сити               | 2014/15    | Северная конференция       | 39    | 27   | 0     | 0     | —          | —          | 3      | 2      | 42    | 29   |
| Мансфилд Таун              | 2015/16    | Лига 2                     | 26    | 5    | 2     | 0     | 1          | 0          | 1      | 0      | 30    | 5    |
| Кроли Таун (аренда)        | 2016/17    | Лига 2                     | 16    | 2    | 2     | 0     | 1          | 0          | 4      | 1      | 23    | 3    |
| Гримсби Таун               | 2016/17    | Лига 2                     | 11    | 2    | 0     | 0     | 0          | 0          | 0      | 0      | 11    | 2    |
| Барроу                     | 2017/18    | Национальная лига          | 21    | 5    | 1     | 0     | —          | —          | 3      | 0      | 25    | 5    |
| Солихалл Мурс              | 2017/18    | Национальная лига          | 13    | 5    | 0     | 0     | —          | —          | 0      | 0      | 13    | 5    |
| Солихалл Мурс              | 2018/19    | Национальная лига          | 44    | 14   | 4     | 4     | —          | —          | 6      | 3      | 54    | 21   |
| Солихалл Мурс              | Итог       | Итог                       | 57    | 19   | 4     | 4     | —          | —          | 6      | 3      | 67    | 26   |
| Блэкпул                    | 2019/20    | Лига 1                     | 0     | 0    | 0     | 0     | 0          | 0          | 0      | 0      | 0     | 0    |
| Блэкпул                    | 2020/21    | Лига 1                     | 0     | 0    | 0     | 0     | 0          | 0          | 0      | 0      | 0     | 0    |
| Блэкпул                    | Итог       | Итог                       | 0     | 0    | 0     | 0     | 0          | 0          | 0      | 0      | 0     | 0    |
| Солихалл Мурс (аренда)     | 2019/20    | Национальная лига          | 9     | 0    | 1     | 0     | —          | —          | 2      | 1      | 11    | 1    |
| Борем Вуд (аренда)         | 2019/20    | Национальная лига          | 3     | 0    | 0     | 0     | —          | —          | 1      | 0      | 4     | 0    |
| Рексем (аренда)            | 2020/21    | Национальная лига          | 16    | 6    | 1     | 0     | —          | —          | 1      | 0      | 18    | 6    |
| Честерфилд (аренда)        | 2020/21    | Национальная лига          | 10    | 2    | —     | —     | —          | —          | 0      | 0      | 10    | 2    |
| Йовил Таун                 | 2021/22    | Национальная лига          | 35    | 5    | 4     | 1     | —          | —          | 6      | 4      | 45    | 10   |
| Сент-Джозефс               | 2022/23    | Футбольная лига Гибралтара | 0     | 0    | 0     | 0     | —          | —          | 2      | 0      | 2     | 0    |
| Гейтсхед                   | 2022/23    | Национальная лига          | 8     | 0    | 2     | 0     | —          | —          | 0      | 0      | 10    | 0    |
| Брэкли Таун                | 2022/23    | Северная Национальная лига | 10    | 0    | —     | —     | —          | —          | 0      | 0      | 10    | 0    |
| Общий итог                 | Общий итог | Общий итог                 | 310   | 78   | 17    | 5     | 6          | 1          | 31     | 11     | 363   | 95   |

1. ↑  Включая Кубок Англии
2. 1 2 3 4  Матч(и) в Трофее лиги
3. 1 2 3  Матч(и) в Трофее Футбольной ассоциации
4. ↑  1 матч в плей-офф Национальной лиги, 5 матчей и 3 гола в Трофее Футбольной ассоциации
5. ↑  1 матч в Трофее Футбольной ассоциации, 1 матчи и 1 гол в шотландском кубке вызова
6. ↑  1 матч в плей-офф Национальной лиги
7. ↑  2 матча и 2 гола в Трофее Футбольной ассоциации, 4 матча и 2 гола в Кубке Сомерсета[англ.]
8. ↑  Матчи в Лиге конференций

## Фонд Ади Юсуфа
Ади создал Фонд Ади Юсуфа в 2017 году после того, как посетил остров Занзибар в Танзании и увидел на улицах нищету и детей-сирот. С тех пор он собирает пожертвования и отправляет их на помощь детям. Последний проект Фонда Ади Юссуфа — сбор денег на строительство детского дома в Танге.